# Otto Bahr Halvorsen
Otto Bahr Halvorsen (Kristiania, 28 mei 1872 - aldaar, 23 mei 1923) was een Noors politicus voor Høyre. Halvorsen was advocaat in Kristiania en was voorzitter van het Noorse parlement van 1919 tot 1924. Hij was eerste minister van Noorwegen in 1920-1921 en in 1923, toen hij overleed.